# Прапор Брусилівського району
Пра́пор Бруси́лівського райо́ну затверджений рішенням Брусилівської районної ради.

## Опис прапора
Прапор — прямокутне полотнище відношенням сторін 2:3, розділене трьома горизонтальними смугами. Перша — синього і третя — червоного кольорів однорозмірні, друга — білого кольору становить 1/5 ширини прапора.
У центрі прапора — малий герб району.